# Капуано, Джек
Джек Капуано (англ. Jack Capuano, 7 июля 1966, Кранстон, Род-Айленд, США) — американский хоккейный тренер. В прошлом был профессиональным хоккеистом, играл на позиции защитника и сыграл в НХЛ 6 матчей в период между 1980-ми и 1990-ми годами.

## Карьера игрока
Джек начал играть в хоккей в средней школе в Кенте, штат Коннектикут. На Драфте НХЛ 1984 года был выбран в 5-м раунде под общим 88-м номером клубом «Торонто Мейпл Лифс». После драфта Джек играет три сезона за хоккейный клуб Университета Мэна. Также с ним играли его брат - Дэйв Капуано, а также будущие игроки НХЛ, Эрик Уайнрич и Боб Бирс, и генеральный менеджер «Торонто Мейпл Лифс», Дэйв Нонис. Его 32 забитых гола с 1985 по 1988 года остаются рекордом Университета среди защитников.
На профессиональном уровне Джек начинает играть с сезона 1988/89 за «Ньюмаркет Сеинтс» в АХЛ. В первом сезоне набирает 21 очко в 74 играх регулярного сезона. В следующем сезоне играет всего 8 матчей, в которых набрал 2 очка. В этом же году состоялся его дебют за «Мейпл Лифс». Также в этом сезоне он начинает играть за «Спрингфилд Индианс», где он набрал 4 очка в 14 матчах и переходит играть в Интернациональной хоккейной лиге за «Милуоки Эдмиралс», где проводит 109 матчей и набирает 65 очков. С 1990 по 1992 годы сыграл 5 матчей в НХЛ за два клуба: «Ванкувер Кэнакс» и «Бостон Брюинз». Завершает свою карьеру хоккеиста Джек Капуано в 1992 году, когда играл в АХЛ за «Мэн Мэринерз».

## Карьера тренера
После завершения карьеры игрока Капуано стал помощником главного тренера в «Таллахаси Тайгер Шаркс». С 1997 по 2001 работал главным тренером, а до 2005, до расформирования команды — генеральным менеджером клуба Хоккейной лиги Восточного побережья «Флоренце Прайд».
В сезоне 2005/06 становится помощником главного тренера в «Нью-Йорк Айлендерс». «Островитяне» проводят сезон неплохо, но не попадают в плей-офф. На следующий сезон его назначают ассистентом главного тренера в фарм-клубе Айлендерс — «Бриджпорт Саунд Тайгерс». С сезона 2007/08 становится главным тренером «Бриджпорт Саунд Тайгерс». 15 ноября 2010 года Джек Капуано становится главным тренером «Островитян», после того как Скотт Гордон, руководивший коллективом, перешёл на пост советника генерального директора. Сезон 2011/12 стал первым полноценным сезоном для Джека Капуано с «Нью-Йорк Айлендерс». А в сезоне 2012/13 Джек выводит «Островитян» в плей-офф Кубка Стэнли впервые за последние шесть лет.

## Игровая статистика
Всего в своей игровой карьере Джек Капуано сыграл 286 матчей,  в которых набрал 132 очка (42 гола + 90 голевых передач) при 252 минутах
| 1988/89     | Ньюмаркет Сеинтс   | АХЛ         | 74  | 5  | 16 | 21  | 52  | 1  | 0 | 0 | 0 | 0  |
| 1989/90     | Ньюмаркет Сеинтс   | АХЛ         | 8   | 0  | 2  | 2   | 7   | —  | — | — | — | —  |
| 1989/90     | Торонто Мейпл Лифс | НХЛ         | 1   | 0  | 0  | 0   | 0   | —  | — | — | — | —  |
| 1989/90     | Спрингфилд Индианс | АХЛ         | 14  | 0  | 4  | 4   | 8   | —  | — | — | — | —  |
| 1989/90     | Милуоки Эдмиралс   | ИХЛ         | 17  | 3  | 10 | 13  | 60  | 6  | 0 | 1 | 1 | 12 |
| 1990/91     | Милуоки Эдмиралс   | ИХЛ         | 80  | 20 | 30 | 50  | 76  | 6  | 0 | 1 | 1 | 2  |
| 1990/91     | Ванкувер Кэнакс    | НХЛ         | 3   | 0  | 0  | 0   | 0   | —  | — | — | — | —  |
| 1991/92     | Мэн Мэринерз       | АХЛ         | 74  | 14 | 26 | 40  | 35  | —  | — | — | — | —  |
| 1991/92     | Бостон Брюинз      | НХЛ         | 2   | 0  | 0  | 0   | 0   | —  | — | — | — | —  |
| Всего в НХЛ | Всего в НХЛ        | Всего в НХЛ | 6   | 0  | 0  | 0   | 0   | —  | — | — | — | —  |
| Всего в АХЛ | Всего в АХЛ        | Всего в АХЛ | 170 | 19 | 48 | 67  | 102 | 1  | 0 | 0 | 0 | 0  |
| Всего в ИХЛ | Всего в ИХЛ        | Всего в ИХЛ | 97  | 23 | 40 | 63  | 136 | 12 | 0 | 2 | 2 | 14 |
| Всего       | Всего              | Всего       | 273 | 42 | 88 | 130 | 238 | 13 | 0 | 2 | 2 | 14 |

Примечания к таблице:
1. АХЛ — Американская хоккейная лига
2. НХЛ — Национальная хоккейная лига
3. ИХЛ — Интернациональная хоккейная лига

## Тренерская статистика
Джек Капуано в своей тренерской карьере провёл 735 игр, из которых 247 выиграл, а 172 проиграл. Команды, игравшие под его руководством, набрали в регулярных сезонах 806 очков.
| Лига        | Команда                 | Год         | Регулярный чемпионат | Регулярный чемпионат | Регулярный чемпионат | Регулярный чемпионат | Регулярный чемпионат | Регулярный чемпионат | Плей-офф             | Плей-офф             | Плей-офф             | Плей-офф                           | Плей-офф |
| Лига        | Команда                 | Год         | Игры                 | В                    | П                    | ОТ                   | О                    | Место в дивизионе    | И                    | В                    | П                    | Результат                          |          |
| ----------- | ----------------------- | ----------- | -------------------- | -------------------- | -------------------- | -------------------- | -------------------- | -------------------- | -------------------- | -------------------- | -------------------- | ---------------------------------- | -------- |
| ХЛВП        | Ноксвилл Черокис        | 1996/97     | 16                   | 7                    | 8                    | 1                    | 51                   | 7-й в Восточном      | В плей-офф не попали | В плей-офф не попали | В плей-офф не попали | В плей-офф не попали               |          |
| ХЛВП        | Флоренце Прайд          | 1997/98     | 70                   | 34                   | 25                   | 11                   | 79                   | 3-й в Юго-восточном  | 8                    | 3                    | 5                    | Поражение во втором раунде         |          |
| ХЛВП        | Флоренце Прайд          | 1998/99     | 70                   | 51                   | 15                   | 4                    | 106                  | 1-й в Юго-восточном  | 13                   | 7                    | 6                    | Поражение в финале Конференций     |          |
| ХЛВП        | Флоренце Прайд          | 2000/01     | 15                   | 9                    | 5                    | 1                    | 19                   | 3-й в Юго-восточном  | 10                   | 5                    | 5                    | Поражение в полуфинале конференции |          |
| АХЛ         | Бриджпорт Саунд Тайгерс | 2007/08     | 80                   | 40                   | 36                   | 4                    | 84                   | 5-й в Восточном      | В плей-офф не попали | В плей-офф не попали | В плей-офф не попали | В плей-офф не попали               |          |
| АХЛ         | Бриджпорт Саунд Тайгерс | 2008/09     | 80                   | 49                   | 23                   | 8                    | 106                  | 2-й в Восточном      | 5                    | 1                    | 4                    | Поражение в первом раунде          |          |
| АХЛ         | Бриджпорт Саунд Тайгерс | 2009/10     | 80                   | 38                   | 32                   | 10                   | 86                   | 2-й в Атлантическом  | 5                    | 1                    | 4                    | Поражение в первом раунде          |          |
| НХЛ         | Нью-Йорк Айлендерс      | 2010/11     | 65                   | 26                   | 29                   | 10                   | 62                   | 5-й в Атлантическом  | В плей-офф не попали | В плей-офф не попали | В плей-офф не попали | В плей-офф не попали               |          |
| НХЛ         | Нью-Йорк Айлендерс      | 2011/12     | 82                   | 34                   | 37                   | 11                   | 79                   | 5-й в Атлантическом  | В плей-офф не попали | В плей-офф не попали | В плей-офф не попали | В плей-офф не попали               |          |
| НХЛ         | Нью-Йорк Айлендерс      | 2012/13     | 48                   | 24                   | 17                   | 7                    | 55                   | 3-й в Атлантическом  | 6                    | 2                    | 4                    | Поражение в первом раунде          |          |
| НХЛ         | Нью-Йорк Айлендерс      | 2013/14     | 82                   | 34                   | 37                   | 11                   | 79                   | 8-й в Столичном      | В плей-офф не попали | В плей-офф не попали | В плей-офф не попали | В плей-офф не попали               |          |
| НХЛ         | Нью-Йорк Айлендерс      | 2014/15     | 82                   | 47                   | 28                   | 7                    | 101                  | 3-й в Столичном      | 7                    | 3                    | 4                    | Поражение в первом раунде          |          |
| НХЛ         | Нью-Йорк Айлендерс      | 2015/16     | 82                   | 45                   | 27                   | 10                   | 100                  | 4-й в Столичном      | 11                   | 5                    | 6                    | Поражение во втором раунде         |          |
| НХЛ         | Нью-Йорк Айлендерс      | 2016/17     | 42                   | 17                   | 17                   | 8                    | 42                   | 8-й в Столичном      | уволен               | уволен               | уволен               | уволен                             |          |
| Всего в НХЛ | Всего в НХЛ             | Всего в НХЛ | 483                  | 227                  | 192                  | 64                   | —                    | —                    | 24                   | 10                   | 14                   | —                                  |          |

## Награды и достижения
| Награда                    | Год     |
| -------------------------- | ------- |
| Попадание в сборную сезона | 1987–88 |
| Попадание в сборную сезона | 1988    |

- Рекорд среди защитников по количеству голов в Мэн Блэк Беарс (32, 1985–88)
- Попал во второй состав матча всех звёзд Интернациональной хоккейной лиги (1990/91)
- Тренер на матче всех звёзд Хоккейной лиги Восточного побережья — 1998.